# William Thomas Tutte
William Thomas Tutte (Newmarket (Suffolk), 14 de maio de 1917 — Kitchener, 2 de maio de 2002) foi um criptologista e matemático britânico.

## Carreira
Durante a Segunda Guerra Mundial, ele fez um avanço brilhante e fundamental na criptoanálise da cifra de Lorenz, um importante sistema de cifra alemão nazista que foi usado para comunicações ultra-secretas dentro do alto comando da Wehrmacht. A natureza estratégica de alto nível da inteligência obtida a partir da descoberta crucial de Tutte, especificamente na descriptografia em massa de mensagens codificadas por Lorenz, contribuiu grandemente, e talvez até decisivamente, para a derrota da Alemanha nazista. Ele também teve uma série de realizações matemáticas significativas, incluindo trabalhos de fundação nos campos da teoria dos grafos e da teoria dos matróides.
A pesquisa de Tutte no campo da teoria dos grafos provou ser de notável importância. Em uma época em que a teoria dos grafos ainda era um assunto primitivo, Tutte começou o estudo dos matróides e os desenvolveu em uma teoria expandindo o trabalho que Hassler Whitney havia desenvolvido pela primeira vez em meados da década de 1930. Embora as contribuições de Tutte para a teoria dos grafos tenham sido influentes para a moderna teoria dos grafos e muitos de seus teoremas tenham sido usados para continuar avançando no campo, a maior parte de sua terminologia não estava de acordo com o uso convencional e, portanto, sua terminologia é não é usado pelos teóricos dos grafos hoje.

## Publicações Selecionadas

### Livros
- Tutte, W. T. (1966), Connectivity in graphs, Mathematical expositions, 15, Toronto, Ontario: University of Toronto Press, Zbl 0146.45603
- Tutte, W. T. (1966), Introduction to the theory of matroids, Santa Monica, Calif.: RAND Corporation report R-446-PR. Also Tutte, W. T. (1971), Introduction to the theory of matroids, ISBN 978-0-444-00096-5, Modern analytic and computational methods in science and mathematics, 37, New York: American Elsevier Publishing Company, Zbl 0231.05027
- Tutte, W. T., ed. (1969), Recent progress in combinatorics. Proceedings of the third Waterloo conference on combinatorics, May 1968, ISBN 978-0-12-705150-5, New York-London: Academic Press, pp. xiv+347, Zbl 0192.33101
- Tutte, W. T. (1979),  McCarthy, D.; Stanton, R. G., eds., Selected papers of W.T. Tutte, Vols. I, II., Winnipeg, Manitoba: Charles Babbage Research Centre, St. Pierre, Manitoba, Canada, pp. xxi+879, Zbl 0403.05028
  - Volume I: ISBN 978-0-969-07781-7
  - Volume II: ISBN 978-0-969-07782-4
- Tutte, W. T. (1984), Graph theory, ISBN 978-0-201-13520-6, Encyclopedia of mathematics and its applications, 21, Menlo Park, California: Addison-Wesley Publishing Company, Zbl 0554.05001 Reimpresso por Cambridge University Press 2001, ISBN 978-0-521-79489-3
- Tutte, W. T. (1998), Graph theory as I have known it, ISBN 978-0-19-850251-7, Oxford lecture series in mathematics and its applications, 11, Oxford: Clarendon Press, Zbl 0915.05041 Reimpresso em 2012, ISBN 978-0-19-966055-1

### Artigos
- Brooks, R. L.; Smith, C. A. B.; Stone, A. H.; Tutte, W. T. (1940). «The Dissection of Rectangles into Squares». Duke Math. J. 7: 312–340. doi:10.1215/s0012-7094-40-00718-9